# Dvärgsnögås
Dvärgsnögås (Anser rossii) är en nordamerikansk gåsart, som namnet antyder en liten släkting till amerikanska snögåsen. Arten har påträffats i Europa, men de flesta fynd anses utgöras av rymlingar från fågelparker.

## Utseende

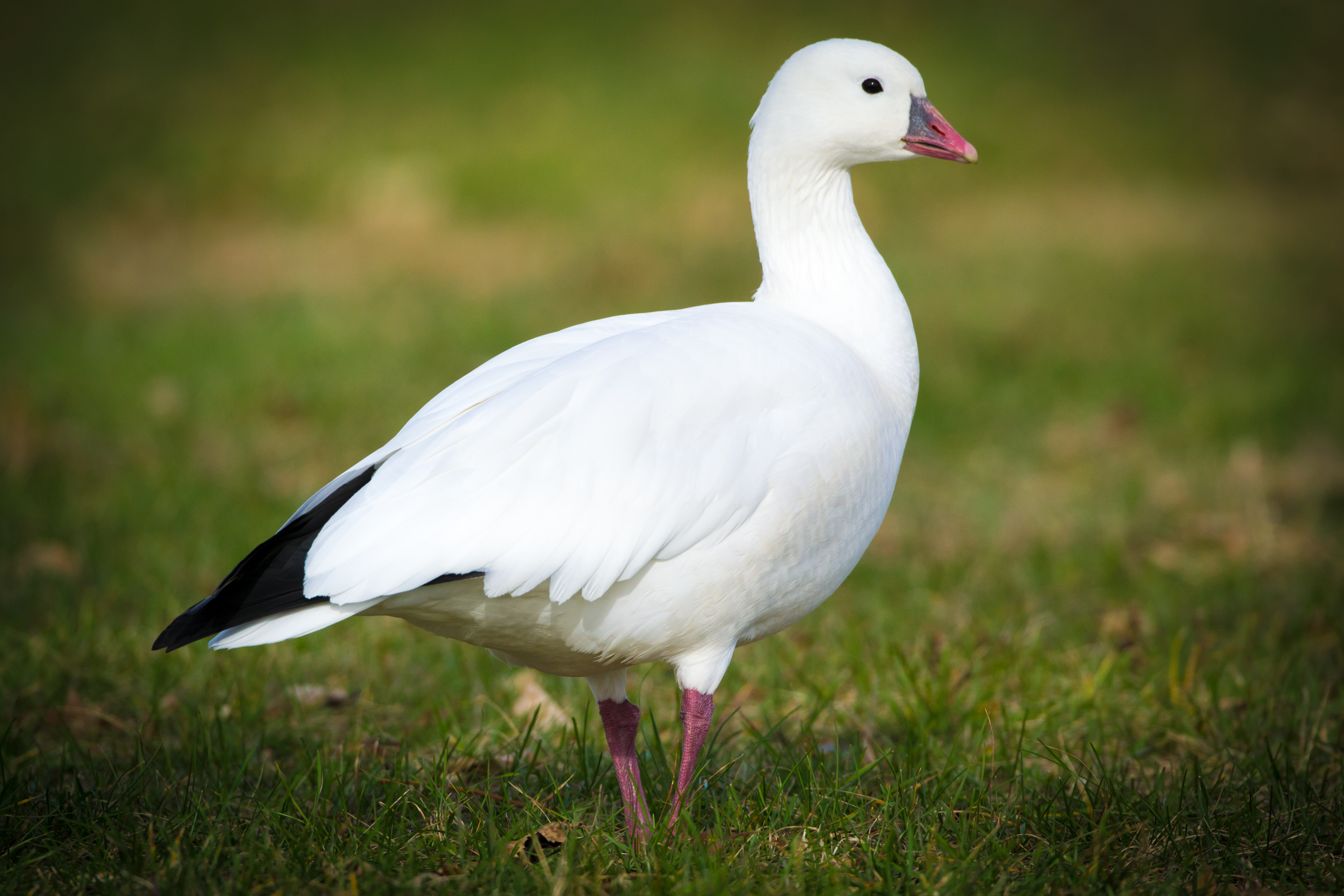

Arten är vit förutom dess svarta vingtoppar. Den är till utseendet lik den vita fasen av snögås, men är uppskattningsvis 40 % mindre. En annan skillnad från snögåsen är att dvärgsnögåsens näbb är mindre i proportion till dess kropp och saknar ”svarta läppar”. Dvärgsnögås har liksom snögåsen en mörk fas, men den är extremt sällsynt.

## Läten
Dvärgsnögåsens läten liknar snögåsens, men är ljusare och hörs mindre ofta.

## Utbredning och systematik
Dvärgsnögåsen häckar på tundran i arktiska Kanada och övervintrar mycket längre söderut på kontinenten i södra USA, ibland i norra Mexiko. Dvärgsnögåsen är en sällsynt gäst i västra Europa, men hålls som parkfågel, varför det förekommer förrymda individer. I Sverige har dvärgsnögåsen påträffats vid ett knappt 20-tal tillfällen, första gången i oktober 1995 vid Ottenby, Öland. Ingen av dessa bedöms med säkerhet härröra från vilda fåglar.

### Släktestillhörighet
Tidigare placerades arten i släktet Chen tillsammans med de andra nordamerikanska gässen snögås och kejsargås. Genetiska studier från 2016 visar dock att arterna i Chen är inbäddade i Anser. Följaktligen har dessa tre arter förts över till Anser.

## Levnadssätt
Honan ruvar de två till sex vita äggen medan hanen står i närheten och vaktar. När hon lämnar boet täcker honan äggen med dun. Dvärgsnögåsen är helvegetarian och äter gräs, säv, växtdelar och sädeskorn.

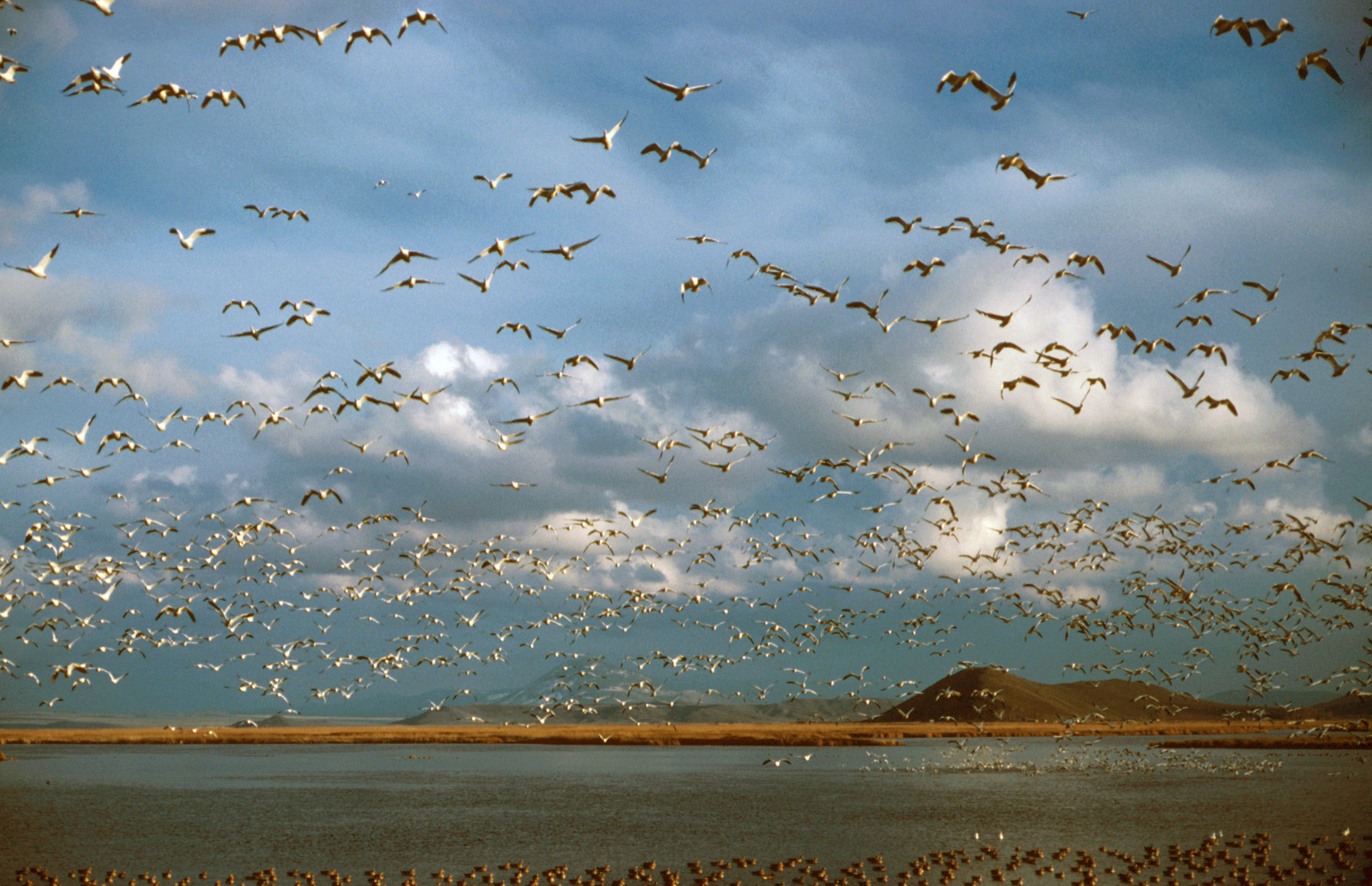
Flock med dvärgsnögås i Lower Klamath National Wildlife Refuge, Oregon.
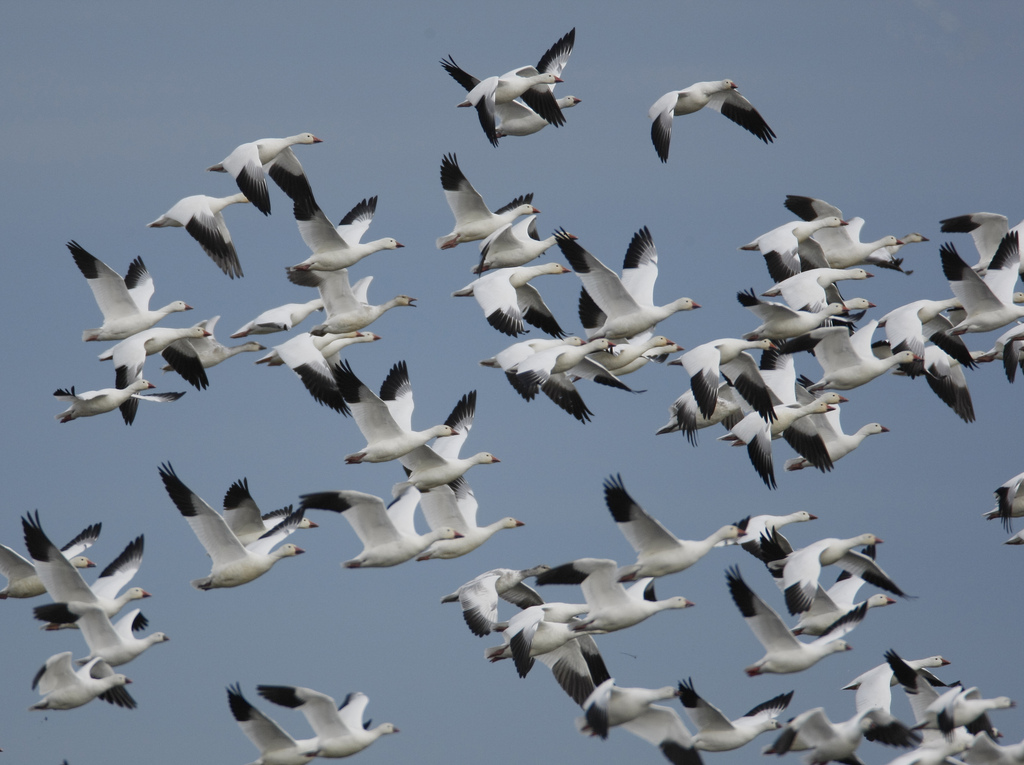
Blandflock dvärgsnögås och snögås i Sacramento National Wildlife Refuge, Kalifornien.
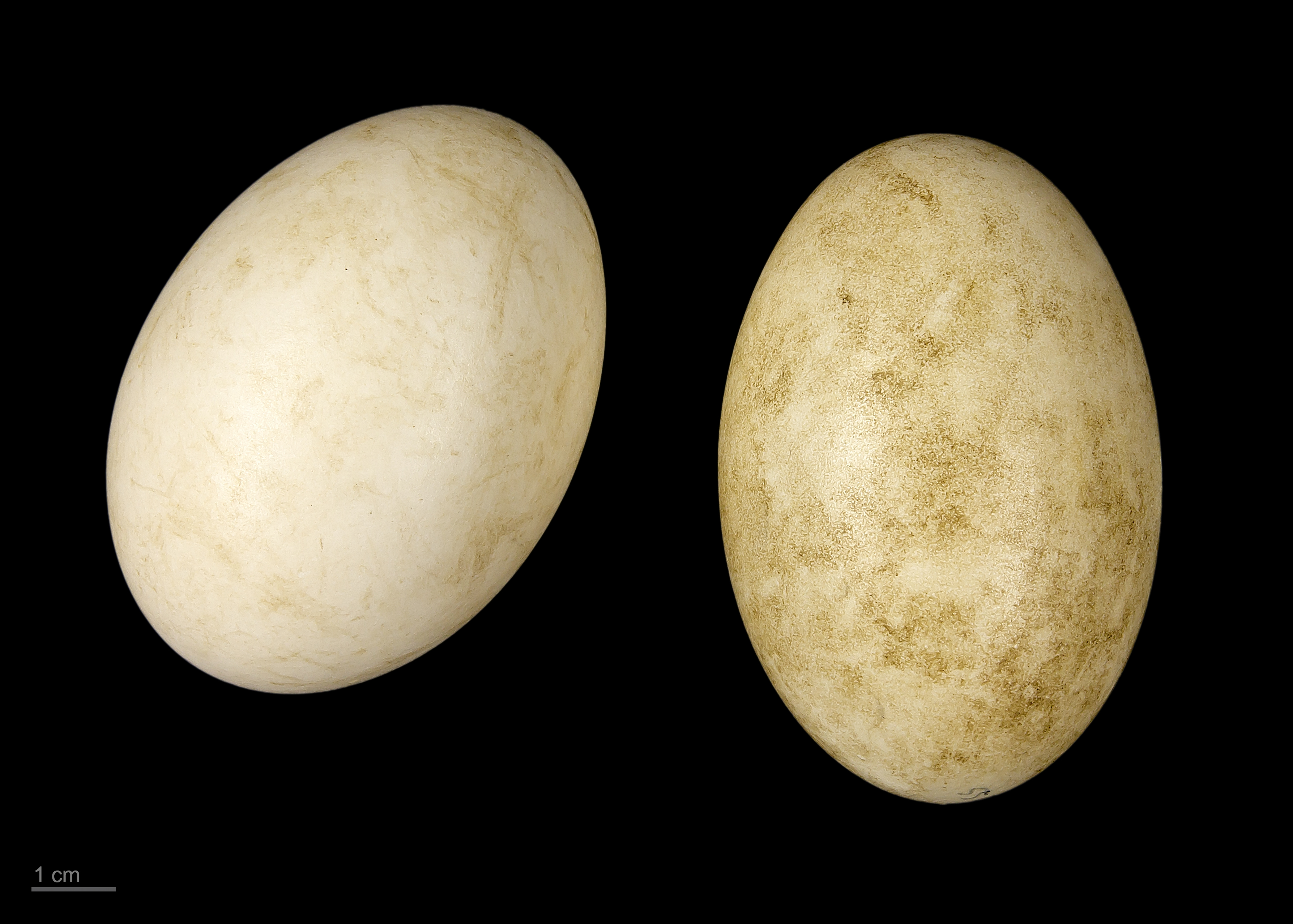
Dvärgsnögåsens ägg.

## Status och hot
Arten har ett stort utbredningsområde och en stor population, och tros öka i antal. Utifrån dessa kriterier kategoriserar IUCN arten som livskraftig (LC). Världspopulationen uppskattas till 2,1 miljoner vuxna individer.

## Namn
Fågelns vetenskapliga artnamn liksom dess engelska namn Ross's Goose hedrar Bernard Rogan Ross (1827–1874), en irländsk naturforskare och samlare av specimen tillika kommissionär för Hudson’s Bay Company i Kanada 1856-1871.